# Les Enquêtes de Remington Steele
 (février 2023).
Si vous disposez d'ouvrages ou d'articles de référence ou si vous connaissez des sites web de qualité traitant du thème abordé ici, merci de compléter l'article en donnant les références utiles à sa vérifiabilité et en les liant à la section « Notes et références ».
Les Enquêtes de Remington Steele (Remington Steele) est une série télévisée américaine en 94 épisodes de 47 minutes, créée par Michael Gleason et Robert Butler et diffusée entre le 1er octobre 1982 et le 17 avril 1987 sur le réseau NBC.
En France, la série a été diffusée à partir du 13 novembre 1983 dans le cadre de l'émission Dimanche Martin sur Antenne 2.
Au Québec, la série a été diffusée sur TQS.

## Synopsis
Laura Holt est détective privée mais le fait d'être une femme lui fait perdre un certain nombre de clients. Elle a donc l'idée de s'inventer un patron : Remington Steele. Mais un jour, elle rencontre un charmant voleur qui a endossé l'identité de Remington Steele afin d'échapper à des meurtriers. Pourquoi ne pas conserver cette identité et s'associer ?
Pendant cinq ans, Laura et Steele vont affronter dangers et mystères, de disputes en flirts.

## Distribution
- Stephanie Zimbalist (VF : Marion Game) : Laura Holt
- Pierce Brosnan (VF : Bernard Woringer) : Remington Steele
- James Read : Murphy Michaels (1982-1983)
- Janet DeMay : Bernice Foxe (1982-1983)
- Doris Roberts (VF : Laurence Badie) : Mildred Krebs (1983-1987)

## Épisodes

### Première saison (1982-1983)
1. Permission de voler (Licence to Steele)
2. Coup de colère (Tempered Steele)
3. Eaux profondes (Steele Waters Run Deep)
4. Vive le marié (Signed, Steeled and Delivered)
5. Tu ne voleras point (Thou Shalt Not Steele)
6. Les mains liées (Steele Belted)
7. L’écorché (Etched In Steele)
8. Remington Steele et le Yakusa (Your Steele the One for Me)
9. Nocturne (In the Steele of the Night)
10. Le piégé (Steele Trap)
11. Un mauvais spectacle (Steeling the Show)
12. La grande classe (Steele Flying High)
13. L'insomnie inachevée (A Good Night's Steele)
14. Courriers du cœur (Hearts of Steele)
15. Les coffres sont vides (To Stop a Steele)
16. Le temps a passé (Steele Crazy after all these Years)
17. Une enquête difficile (Steele among the Living)
18. Le journal télévisé (Steele in the News)
19. Le bon cru (Vintage Steele)
20. Le trésor (Steele's Gold)
21. L'arnaque de Remington Steele (Sting of Steele)
22. Les vieux billets (Your Steele in Circulation)

### Deuxième saison (1983-1984)
1. Un beau rêve [Téléfilm] (Steele Away With Me) (90 minutes)
2. Un adversaire à la hauteur (Red Holt Steele)
3. Une affaire sérieuse (Altared Steele)
4. Le Traquenard (Steele Framed)
5. Mise à prix (A Steele at Any Price)
6. Une voiture de style (Love Among the Steele)
7. Les Voleurs de scène (Scene Steelers)
8. Crochets et uppercuts (Steele Knuckles and Glass Jaws)
9. Jumelles (My Fair Steele)
10. Menaces (Steele Threads)
11. Le Candidat (Steele Eligible)
12. Les trapèzes volent bas (High Flying Steele)
13. La Raison du plus fort (Blood is Thicker Than Steele)
14. Tout sucre de miel (Steele Sweet on You)
15. Une heure à tuer (Elegy in Steele)
16. Une belle petite ville (Small Town Steele)
17. Un faux dur (Molten Steele)
18. Au pays des rêves (Dreams of Steele)
19. La Revenante (Woman of Steele)
20. Une vie de chien (Hounded Steele)
21. Élémentaire mon cher Steele (Elementary Steele)

### Troisième saison (1984-1985)
1. Vol à la Steel (Steele At It)
2. Les Visiteurs (Lofty Steele)
3. La Croix maltaise (Maltese Steele)
4. Debout les sportifs (Second Base Steele)
5. Un beau geste (Blue Blooded Steele)
6. Pourquoi Xanadu ? (Steele Your Heart Away)
7. Portefeuille plein de surprise (Pocketful of Steele)
8. Double identité (Puzzled Steele)
9. Mémoire de star (Cast in Steele)
10. À couper le souffle (Breath of Steele)
11. La vérité se fait entendre (Let's Steele a Plot)
12. Gourmet gourmand (Gourmet Steele)
13. Le Héros (Stronger Than Steele)
14. Échec au voleur (Have I Got a Steele for You)
15. Retour de bâton (Springtime for Steele)
16. Question d’argent (Steele in the Family)
17. Faites vos jeux ! (Diced Steele)
18. Le Biscuit en or (Now You Steele It, Now You Don't)
19. Bande dessinée (Illustrated Steele)
20. Un biscuit en or (Steele in the Chips)
21. Le privé se piège (Steele Trying)
22. Mise à l’épreuve (Steele of Approval)

### Quatrième saison (1985-1986)
1. De père inconnu [1/2] (Steele Searching [1/2])
2. De père inconnu [2/2] (Steele Searching [2/2])
3. Pas si bête (Steele Blushing)
4. En prise avec Steele (Grappling Steele)
5. Coup monté (Forged Steele)
6. L’Enlèvement (Corn-Fed Steele)
7. Les Morts vivants (Premium Steele)
8. Cadavre sur long courrier (Coffee, Tea or Steele)
9. Le Père Noël voit triple (Dancer, Prancer, Donner and Steele)
10. Meurtre à l’antenne (Steele on the Air)
11. Succursales (Steele, Inc.)
12. Dans le caviar jusqu'au cou (Steele Spawning)
13. Banzaï ! (Suburban Steele)
14. Le Père Noël ne fait pas de cadeau (Santa Claus Is Coming to Steele)
15. Vengeance à la clef (Steele Blue Yonder)
16. Le Grand Défoulement (Sensitive Steele)
17. Sous les projecteurs (Steele in the Spotlight)
18. Un valet de chambre stylé (Steele at Your Service)
19. Triathlon et course poursuite (Steele in the Running)
20. Sincères condoléances (Beg, Borrow or Steele)
21. En vie malgré lui (Steele Alive and Kicking)
22. Un mariage en blanc (Bonds of Steele)

### Cinquième saison (1986-1987)
1. À s’arracher les cheveux [Téléfilm] (The Steele That Wouldn't Die) (90 minutes)
2. Un mari modèle [1/2] (Steele Hanging in There [1/2])
3. Un mari modèle [2/2] (Steele Hanging in There [2/2])
4. La Guerre des taupes [1/2] (Steeled With a Kiss [1/2])
5. La Guerre des taupes [2/2]  (Steeled With a Kiss [2/2])

## Autour de la série
- La série est brièvement annulée à la fin de la quatrième saison, bien que les audiences soient toujours correctes et que la série est toujours en première position de sa case horaire presque toutes les semaines. Selon le producteur et créateur Michael Gleason, NBC voulait faire place à la nouvelle série Rick Hunter de Stephen J. Cannell. Deux mois après son annulation, NBC revient sur sa décision et commande une cinquième saison.
- Quand, à la dernière minute, NBC décide de commander une cinquième saison, celle-ci opte pour une courte saison de téléfilms d'une durée totale de 6 heures, avec des scènes tournées notamment au Mexique, à Londres et en Irlande et la présence d'un nouvel acteur, Jack Scalia dans le rôle de Tony Roselli.
- En 1986, Pierce Brosnan a passé des essais pour interpréter James Bond, et lorsque la série est annulée après la quatrième saison, il est confirmé dans le rôle. Lors des rediffusions estivales, la série redevient un succès du fait de l'annonce et, au dernier jour de l'option de reconduite, NBC revient sur sa décision et commande une cinquième saison de Remington Steele. Albert Broccoli, producteur de 007, ne voulant pas que l'acteur soit identifié parallèlement à un personnage de série télévisée, décide d'abandonner Brosnan et choisit Timothy Dalton pour Tuer n'est pas jouer (1987).
- Stéphanie Zimbalist fut également choisie pour jouer le rôle d'Anne Lewis dans Robocop mais dû abandonner le rôle au profit de Nancy Allen quand NBC commanda une cinquième saison de la série.

## DVD
DVD ZONE 1 : éditeur 20th Century Fox Home Entertainment
- Saison 1 : le 26/07/2005
- Saison 2 : le 08/11/2005
- Saison 3 : le 18/04/2006
- Saison 4 & 5 : le 15/08/2006

En France, la série toujours inédite en DVD
Lorsque la première saison est éditée en DVD aux États-Unis, Pierce Brosnan est le seul acteur représenté et nommé sur le coffret, écartant, ironiquement, Stéphanie Zimbalist de celui-ci. Après des plaintes de fans, l'éditeur appose sur le coffret des autocollants « avec également Stéphanie Zimbalist ». Son nom et son image seront présents sur les saisons ultérieures, et elle participera également aux bonus de ceux-ci.

## Sources et bibliographies
- Pierre Sérisier, Marjolaine Boutet et Joël Bassaget, Sériescopie: guide thématique des séries télé, Ellipses, coll. « Culture pop », 2011 (ISBN 978-2-7298-7052-2), p. 342-343